# Perambalur
Perambalur (Tamil: பெரம்பலூர்), Perampalūr [ˈpeɾʌmbaluːr] ist eine Stadt im südindischen Bundesstaat Tamil Nadu. Sie liegt im zentralen Binnenland Tamil Nadus rund 250 Kilometer südwestlich der Hauptstadt Chennai. Die nationale Fernstraße NH 45 von Chennai nach Tiruchirappalli führt durch Perambalur. Der nächste Bahnhof befindet sich in Ariyalur 28 Kilometer südöstlich. Die Einwohnerzahl beträgt rund 50.000 (Volkszählung 2011). Perambalur ist der Verwaltungssitz des gleichnamigen Distriktes.
Auf den Feldern der Umgebung werden Reis, Zuckerrohr, Erdnüsse und Sesam angebaut. Die Bewässerung erfolgt überwiegend durch Brunnen aus dem Grundwasserbestand. Das Zuckerrohr wird in Perambalur in der Nehru Sugar Factory verarbeitet.
87 Prozent der Einwohner Perambalurs sind Hindus, 9 Prozent sind Muslime und 4 Prozent Christen. Die Hauptsprache ist, wie in ganz Tamil Nadu, das Tamil, das von 97 Prozent der Bevölkerung als Muttersprache gesprochen wird.